# Johanna Maria Jansson
Johanna Maria Jansson, bolj znana pod umetniškim imenom Dotter, švedska pevka in besedilopiska * 10. junij 1987.

## Kariera
Johanna se je rodila 10. junija 1987 v Arviki na Švedskem. Kasneje se je preselila v Stockholm, kjer je študirala na glasbeni šoli Kulturama.  Svojo umetniško ime je izbrala »Dotter«, ki pomeni hči, ker se zaradi svojega veganskega načina življenja šteje za »hčerko matere Zemlje«.  Za svoje velike glasbene idole pa navaja kot Jefferson Airplane, Joni Mitchell, First Aid Kit in Florence and the Machine.  Njen debitantski singel je bil »My Flower«, ki je izšel leta 2014. 
Dotter je bila s Marietto Hansson soavtorica pesmi »A Million Years« za Melodifestivalen 2017. Pesem je odpela Mariette in se je uvrstil na četrto mesto.  Naslednje leto je Dotter nastopila na kot solistka Melodifestivalen 2018 s pesmijo »Cry«. Nastopila je v tretjem polfinalu, vendar se je uvrstila na šesto mesto in izpadal, čeprav je veljala za favoritinjo za zmago na tekmobanju. 
Dotter je bila s Lino Hedlund soavtorica pesmi »Victorious« za Melodifestivalen 2019.  Pesem se je v finalu uvrstila na enajsto mesto.  Na istem tekmovanju  je Dotter izvedel duet »Walk with Me« skupaj z Månsom Zelmerlöwom, kot razvedrilni program med glasovanjem v krogu Srečnih poražencev. 
Leto pozneje se je ponovno vrnila na Melodifestivalen 2020 s pesmijo »Bulletproof«. Dotterjeva je nastopila v drugem polfinalu in se vrstila v finale, kjer je končala na drugem mestu s skupno 136 točkami, eno točko za zmagovalkami The Mamas. 
Leta 2021 je ponovno je sodelovala na Melodifestivalenu 2021  s pesmijo »Little Tot«. Nastopila je v drugem polfinalu in se uvrstila v finale.  Ponovno je veljala za favoritinjo za zmago na tekmovanju, vendar se je v finalu uvrstila na četrto mesto.
Dotter je zaslužna kot spremljevalna vokalistka v studijski različici pesmi »I Am What I Am« malteške pevke Emme Muscat, s katero je nastopila na tekmovanju za pesem Evrovizije 2022. Pesem sta napisala Dotter in njen zaročenec Dino Medanhodžić, poje pa Emma Muscat. Istega leta je bila sporočevalka točk švedske strokovne žirije na tem tekmovanju. 

## Osebno življenje
Dotter je veganka in je borka za pravice živali.  Govori štiri jezike švedsko, angleško, špansko in bosansko. Zaročena je z bosansko-švedskim glasbenikom Dinom Medanhodžićem. Leta 2022 je razkrila, da je noseča.

## Diskografija

### Pesmi
- »My Flower« (2014)
- »Dive« (2015)
- »Creatures of the Sun« (2016)
- »Evolution« (2017)
- »Rebellion« (2017)
- »Cry« (2018)
- »Heatwave« (2018)
- »Walk with Me« (skupaj s Måns Zelmerlöw) (2019)
- »I Do« (2019)
- »Bulletproof« (2020)
- »Backfire« (2020)
- »I'm Sorry« (2020)
- »Vintern jag var sexton« (2020)
- »New Year« (2020)
- »Little Tot« (2021)
- »Jealous« (2021)
- »(Just Can't) Hate U« (Skupaj z Ryan Riback) (2021)
- »Bon Voyage« (2022)
- »Varför« (2022)